# 明日へ (Galileo Galileiの曲)
「明日へ」（あすへ）は、Galileo Galileiの6thシングル。

## 解説
表題曲はアニメ『機動戦士ガンダムAGE』のオープニングテーマとして起用され、前々作「青い栞」以来のアニメタイアップとなった。
通常盤と期間生産限定盤の2形態でのリリースで、期間限定盤には「明日へ」のテレビサイズ版、PVを収録したDVD、描き下ろしワイドキャップステッカー、オープニングムービーの絵コンテが封入されている。
キャッチコピーは、『エレクトロサウンドとバンドのグルーヴが結実したダンスチューン誕生』。

## 収録曲
（全作詞:尾崎雄貴／全作曲・編曲：Galileo Galilei（特記以外））

### 通常盤
1. 明日へ - 5:16
作曲：尾崎雄貴、岩井郁人
MBS・TBS系アニメ『機動戦士ガンダムAGE』第一部・フリット編オープニングテーマ
尾崎曰く「毎日を書いた日記みたいなものがテーマ」になっているという[1]。
2. ぷにぷにわんちゃん - 1:48
インストナンバー。
3. マーブル - (4:12)

### 期間限定盤
1. 明日へ
2. ぷにぷにわんちゃん
3. マーブル
4. 明日へ（TV Version）- 1:30

## 収録アルバム
- 『PORTAL』（#1）
- 『機動戦士ガンダムAGE THE BEST』（#1）